# Nickelback
Nickelback é uma banda de rock canadense formada em Hanna em 1995 por Chad Kroeger, Mike Kroeger, Ryan Peake e Brandon Kroeger. O nome da banda vem do nickel (moeda de cinco centavos canadense) que Mike Kroeger frequentemente tinha de devolver no seu trabalho numa cafeteria (here's your nickel back!). Nickelback é composto atualmente pelo vocalista e guitarrista Chad Kroeger, pelo guitarrista, tecladista e backing vocal Ryan Peake, o baixista Mike Kroeger e o baterista Daniel Adair. A banda passou por diversas alterações em sua formação entre 1995 e 2005, atingindo sua formação atual quando Daniel Adair substituiu o baterista Ryan Vikedal.
Nickelback é um dos mais bem sucedidos grupos canadense e já vendeu mais de 50 milhões de álbuns ao redor do mundo, além de ser a segunda banda estrangeira que mais vendeu nos Estados Unidos nos anos 2000, atrás somente para The Beatles. A Billboard elegeu Nickelback como o melhor grupo de rock da década e a música “How You Remind Me” como o melhor single de rock e quarto melhor single da década. Eles ficaram com o sétimo lugar na Billboard top artist of the decade (Melhor artista da década), com 4 álbuns entre os melhores. Atualmente grupo assinou contrato com a  republic records que é a sua atual gravadora.

## História

### CurbeThe State(1995–00)
A banda vem do Canadá, de uma pequena cidade chamada Hanna, na província de Alberta no oeste canadense. Foi formada na década de 1990 e iniciou a carreira em Vancouver. O grupo foi formado em 1996 quando o vocalista Chad Kroeger convida o seu irmão Mike Kroeger, e outro antigo colega e amigo, Ryan Peake, para formarem uma banda, o cargo de baterista inicialmente foi ocupado por Brandon Kroeger, primo de Chad e Mike, que mais tarde seria substituído por Ryan Vikedal.
O baterista Brandon Kroeger gravou apenas o primeiro álbum Curb, e foi substituído por Mitch Guindon por um curto período de tempo até a entrada de Ryan "Nik" Vikedal.
Em 1999 a banda assinou com a Roadrunner Records e re-lançou seu álbum The State, que começou a tornar a banda conhecida e atingiu maior sucesso com o álbum Silver Side Up, de 2001. Após o lançamento do Silver Side Up, a banda lançou o seu maior e mais conhecido hit, "How You Remind Me" que alcançou o número 1 nas paradas americanas e canadenses, ao mesmo tempo. Em seguida, o quarto álbum da banda, The Long Road, gerou 5 singles e continuou o sucesso comercial da banda com o hit "Someday ", que chegou ao número 7 no Billboard Hot 100 e número 1 no Singles Chart canadense. Depois, a banda lançou o seu álbum de maior sucesso, All The Right Reasons, que produziu três top 10 singles e cinco top 20 de singles na Billboard Hot 100, como as canções "Photograph", " Far Away" e "Rockstar". O álbum seguinte (Dark Horse) produziu 8 singles, sendo que um atingiu o Top 10 da Billboard e dois, o Top 20. O álbum mais recente da banda é Here and Now, de 2011 e que também colocou singles nas paradas. Além disso, a banda possui 12 Juno Awards e diversos outros prêmios.
O grupo foi formado no início dos anos 90 como uma banda cover chamada “Village Idiots”, por Chad Kroeger, Ryan Peake, Mike Kroeger e Brandon Kroeger. Eles tocavam versões de músicas do Led Zeppelin e Metallica. Chad Kroeger decidiu então pedir ao seu padrasto 4 mil dólares, para que pudessem gravar a sua primeira demo.Mudaram o nome da banda para Nickelback porque Mike, que trabalhava em um Starbucks, costumava dizer "Here's your nickel back.", quando dava o troco para seus clientes. A primeira demo do Nickelback, paga com os 4 mil dólares do padrasto de Chad foi um EP de 7 faixas chamado Hesher, de 1996. No mesmo ano, gravaram seu primeiro álbum, Curb. A música “Fly” foi incluída tanto em Hesher como em Curb e foi o primeiro single produzido pelo Nickeback. Em 1997, Brandon Kroeger deixou a banda e Mitch Guindon entrou em seu lugar, mas ele decidiu sair em 1998 pois começou a trabalhar em uma empresa automotiva. Ainda em 1998, Ryan Vikedal entrou para a banda.
Ron Burman, da gravadora Roadrunner recebeu um álbum da banda e, impressionado, viajou até Vancouver para ver um show. Ele gostou muito do que viu e durante 3 meses se esforçou para convencer seus chefes a aprovar a assinatura de contrato com o Nickelback, já que o estilo da banda era diferente das outras que possuíam contrato com a gravadora. Em 1999 o Nickelback assinou contrato de gravação com a EMI e a Roadrunner Records.
The State foi lançado pelo Nickelback em 2000 pela Roadrunner Records e EMI Canadá, e gerou 4 singles: "Old Enough", "Worthy To Say", "Leader of Men" e "Breathe", sendo os dois últimos Top 10 hits do rock.
A banda lançou a música "Hero" que foi trilha sonora do filme "Homem Aranha " trilogia de Sam Raimi .

### Silver Side Up(2001–03)
Nickelback se tornou conhecido como "Leader Of Men", mas foi com o single "How You Remind Me" do álbum Silver Side Up que a banda deu o seu melhor para o mundo da música, cuja rotação nas rádios é intensa. Silver Side Up é um álbum constituído por um punhado de canções de rock com uma tonalidade que por vezes se torna um pouco mais heavy. O álbum contém canções de sucesso como "How You Remind Me", "Too Bad" e "Never Again".
O Nickelback tem várias influências como por exemplo Lifehouse, Staind, 3 Doors Down e Creed. O álbum Silver Side Up foi produzido pelo veterano Rick Parashar, que já havia trabalhado com o Pearl Jam e mixado por Randy Staub (Metallica, U2). Foi gravado em Setembro, em cinco semanas em Vancouver, no estúdio Greenhouse, onde foi gravado também The State, tendo a participação da guitarra slide de Ian Thornley da banda Big Wreck.
"How You Remind Me" foi o primeiro single do álbum, que fez com que o Nickelback escalasse as paradas de discos mais vendidos. Esta música foi escrita em quinze minutos, nos ensaios antes da banda entrar em estúdio, sendo indicada para quatro prêmios Grammy e para quatro prêmios Billboard. Esta canção foi a mais tocada em 2002 nos Estados Unidos, de acordo com a Billboard, dando o título ao Nickelback de artistas de rock mais tocados naquele país e naquele ano em todos os formatos de rádio.
O sucesso de Silver Side Up fez com que a banda recebesse disco de platina na Alemanha e na Países Baixos. Na Austrália recebeu o platina duplo, no Reino Unido o platina triplo, e nos Estados Unidos o platina quíntuplo. Em sua terra natal (Canadá), recebeu oito vezes o disco de platina e mais dez discos de platina ao redor do mundo. Em 2002, Chad Kroeger gravou ao lado de Josey Scott, vocalista do Saliva, a canção tema do filme Homem-Aranha, intitulada "Hero". Participaram também Tyler Connolly, Mike Kroeger, Matt Cameron e Jeremy Taggart.

### The Long Road(2003–05)
O álbum The Long Road foi gravado parte no estúdio Greenhouse e parte no estúdio da casa de Chad, também em Vancouver. Segundo Chad Kroeger, este é o trabalho mais "honesto", agressivo e emocional deles, deixando todos muito orgulhosos disto: "Os fãs do verdadeiro rock n'roll vão ter uma surpresa, o álbum é menos direcionado a mim e a coisas que passei, é sobre experiências que cada um de nós podemos passar e o que podemos aprender com isso. É o primeiro álbum sem nenhuma influência de fora. Nós trabalhamos juntos pra gravar um disco que realmente queríamos gravar, sem nenhuma inibição. Não poderia ser de outra maneira", completa.
A banda tem uma longa história construída tanto na estrada como nos singles que lançaram e que alcançaram posições de destaque nos airplays das rádios em nível mundial. Com Silver Side Up, seu terceiro álbum, a banda alcançou vendas superiores a nove milhões de discos, depois mais um bem sucedido álbum, The Long Road de 2003, também com mais de nove milhões de cópias, com a canção "Someday".

### All the Right Reasons(2005–07)
Em 2005, a banda confirmou que Ryan Vikedal não seria mais o baterista do Nickelback e Daniel Adair, do 3 Doors Down entraria em seu lugar. “Estamos muito entusiasmados em ter o Daniel na banda,” disse Chad. “A criatividade que entrou junto com ele no estúdio foi muito inspiradora. Ele é um baterista incrível”.
O quinto álbum do Nickelback, All the Right Reasons, atingiu o topo da Billboard com 323,350 cópias vendidas na primeira semana nos Estados Unidos e colocou 5 singles no top 20. Além disso, a banda passou muito tempo de 2006 e 2007 em turnê, que foi muito bem sucedida, vendendo mais de 2 milhões de ingressos. 

Em Junho de 2006, Chad Kroeger foi preso no Surrey, British Columbia , acusado de dirigir embriagado.  Em novembro, o Nickelback ganhou o American Music Award de melhor álbum pop/rock, surpreendendo a própria banda. "Nós apenas viemos pois deveríamos entregar um desses hoje a noite", Chad Kroeger disse após receber o prêmio. Chad acrescentou que achava que os Red Hot Chili Peppers iriam ganhar o prêmio.

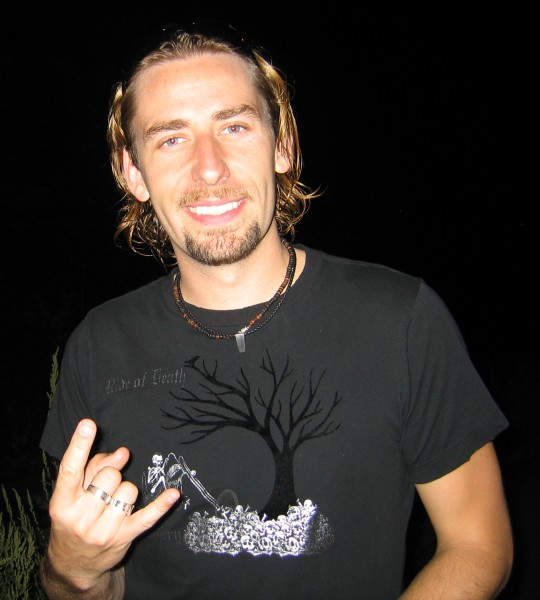
Chad Kroeger.

### Dark Horse(2008–10)
Após três anos sem gravar um disco, a banda volta com o "pesado" Dark Horse. Mas ao contrário do que muitos pensam, o nome "Dark Horse" (Cavalo Negro), faz menção às letras das músicas do álbum e não necessariamente ao "barulho" das músicas, porém o termo é muito utilizado na língua inglesa quando ocorre um fato marcante ou uma surpresa.
Os integrantes mencionaram que o fato de ter chegado ao auge e a posição no qual se encontram atualmente. É algo magnífico conseguirem se sustentar dessa maneira e também por esse motivo de surpresa foi dado este nome ao álbum. O disco, como os anteriores, tem sim músicas pesadas, com forte poder das guitarras de Chad e Ryan, mas também têm hits "calmos", como "Gotta Be Somebody", "If Today Was Your Last Day" e "I'd Come for You".
De fato, essas três, foram lançadas como singles de Dark Horse e já tem seus próprios clipes, sendo além destas, "Something in Your Mouth" e "Burn It to the Ground" também foram lançadas como singles deste álbum.
O álbum também ficou no top 20 na Billboard 200 várias semanas após seu lançamento e foi certificado duas vezes platina em Abril de 2009 , e, até abril de 2010 já tinha vendido mais de 3 milhões de cópias nos EUA.

### Here And Now(2011–13)
O baterista da banda, Daniel Adair, confirmou na entrevista feita em 23 de janeiro de 2010, que a banda estava trabalhando em um novo álbum, após o término da turnê de Dark Horse e seria lançado em 2011.
Here And Now é o sétimo álbum de estúdio da banda canadense. O álbum foi lançado em 21 de novembro de 2011. É a lavanca para a multi-platina do Dark Horse em 2008. Em 26 de setembro a banda oficialmente lançou dois singles, "When We Stand Together" e "Bottoms Up". Ambas as músicas foram disponibilizadas para download em 27 de setembro de 2011. A primeira faixa do álbum, "This Means War", foi lançada em 10 de novembro de 2011 como o terceiro single. A obra de arte para o álbum é o Steam Clock Gastown em Vancouver e o relógio está marcando às 11:21, data em que o álbum foi lançado. O álbum estreou no número dois na Billboard 200 dos EUA vendendo aproximadamente 227.000 cópias em sua primeira semana, apenas 0,18% abaixo do número um, Christmas de Michael Bublé.
De acordo com uma entrevista de Chad, a banda planeja lançar em 2013 um album Greatest Hits e um novo álbum em 2014. Em 3 de Outubro de 2013, a banda anunciou oficialmente o álbum "Greatest Hits: The Best of Nickelback Volume 1" através de uma rede social.
Em 2013, a banda tocou na quinta edição do Rock in Rio e abriu o show do Bon Jovi em São Paulo, no estádio do Morumbi.

### No Fixed Address(2014–15)
Durante uma entrevista com Chad Kroeger em CFOX-FM, Chad declarou que a banda planejava lançar seu oitavo álbum de estúdio antes do final de 2014. A faixa The Hammer's Coming Down também foi anunciada, "Edge of a Revolution", que foi programado para ser lançado em Agosto de 2014. A faixa foi descrita como uma "saída" para Nickelback e uma canção política. Também foi anunciado que o colaborador frequente Chris Lord-Alge voltará a misturar algumas das faixas do álbum. Também foi anunciado que a banda assinou contrato com a Republic Records. Chad também deu a entender que o título do álbum seria No Fixed Address.
Em 22 de agosto de 2014, Nickelback anunciou que o álbum seria intitulado No Fixed Address e eles lançaram a lista de músicas junto com ele. 
O título do álbum, No Fixed Address (em português: Sem Endereço Fixo), foi inspirado pelo fato de que o álbum foi gravado em muitos lugares diferentes, e eles nunca se estabeleceram em um único ponto.
O vocalista Chad Kroeger disse que o álbum tem algumas músicas que são um desvio considerável em estilo musical típico da banda, incluindo uma canção chamada "Got Me Runnin Round'" que apresenta Flo Rida e tem uma secção de metais na mesma.

### Feed the Machine(2016–presente)
Feed the Machine é o nono álbum da banda canadense, foi lançado em 06 Junho de 2017. Feed the Machine foi o primeiro álbum do Nickelback pela gravadora BMG.
O álbum chegou a ficar na 5º posição da US Billboard 200.
* Foi indicado a 5 prêmios de melhor album pelônico no mesmo ano

## Integrantes
- Chad Kroeger - vocal, guitarra (1995–presente)
- Ryan Peake - guitarra, vocal de apoio, teclado (1995–presente)
- Mike Kroeger - baixo (1995–presente)
- Daniel Adair - bateria, vocal de apoio (2005–presente)

Músico adicional
- Timmy Dawson -guitarra, violão, piano  (2004-presente)

Ex-Integrantes
- Brandon Kroeger - bateria (álbum: Curb, Hesher — 1995–1997)
- Mitch Guindon - bateria (por um curto período de tempo — alguns meses de 1996)
- Ryan Vikedal - bateria (álbuns: The State, Silver Side Up e The Long Road — 1997–2005)

## Discografia
Álbuns de estúdio
- Curb (1996)
- The State (2000)
- Silver Side Up (2001)
- The Long Road (2003)
- All the Right Reasons (2005)
- Dark Horse (2008)
- Here and Now (2011)
- No Fixed Address (2014)
- Feed the Machine (2017)
- Get Rollin' (2022)